# Tovning
Tovning är en textilteknik som utförs med ull. Olika sorters ull går olika bra att använda. När man använder tekniken på tyger, kallas den valkning. 
Tovning innebär att man med hjälp av såpa och varmt vatten arbetar samman, oftast kardad  men ej spunnen och vävd eller stickad ull, till tyg eller färdiga produkter. Med metoden tillverkas vantar, strumpor, inläggssulor, hattar, västar, väskor men även filtar och täcken liksom konstverk. Vid tvätt av en ylletröja i för varmt vatten eller för hård bearbetning i tvättmaskinen krymper den och blir stabbig – den blir hoptovad genom bearbetningen i våt värme. 
Ull har i naturligt tillstånd en förmåga att filta, tova ihop sig. Faktorer som påverkar filtningsförmågan hos ull är:
- Epidermiefjällen
- Fiberns krusighet
- Fiberns finhet
- Fiberns elasticitet
- pH-värdet hos valkvätskan
- Temperaturen
- Fiberns rörelsefrihet
- Fuktigheten
- Tryck och rörelse
- Tiden

Det som händer med ullen när den valkas eller tovas ihop är att epidermisfjällen som finns på ullfibern öppnar sig med hjälp av såpa och varmt vatten. När man sedan bearbetar ullen hakar fjällen i varandra. Det är på grund av att såpan är basisk som epidermisfjällen öppnar sig. Om man vill få dem att stänga sig kan man använda något surt, till exempel ättika. 
Ullen bör helst vara otvättad när man tovar eftersom lanolinet (ullfettet) hjälper till att valka ihop fibrerna samt ger det färdiga plagget bättre vattenfrånstötande förmåga. 